# 佐野 (足立区)
佐野（さの）は、東京都足立区の地名・町名。現行行政地名は佐野一丁目および佐野二丁目。住居表示実施済み区域である。

## 地域
東京都足立区南東部の東渕江地域の北東に位置する。
隣接する地域は、北は六木、西は辰沼、南は大谷田、東は南北に流れる中川を境に葛飾区西水元（後述のように直接陸路では連絡されていない）。地区の東端は足立区と葛飾区の区境である（区の最東端ではない）。中川対岸の葛飾区方面へ渡るには南に隣接する大谷田の飯塚橋を利用する。地区の中央を農業用水路の葛西用水路が南北に縦貫しており、親水水路として近所の子供たちの遊び場となっている。この用水路の東側が佐野一丁目、西側が佐野二丁目となっている。

### 一丁目
佐野地区の東部。東西を中川と葛西用水路、南北を大谷田二丁目と六木二丁目とに挟まれた場所に位置する。
南北方向に長い地理をしている。一戸建て分譲住宅がほとんどで、高層建造物は見られない。中川沿いに柳野神社がある。現在、マンションが建設され、一戸建て住宅も数多く建設されている。

### 二丁目
佐野地区の西部。東西を葛西用水路と辰沼一・二丁目、南北を大谷田五丁目と六木一丁目とに挟まれた場所に位置する。
佐野一丁目と同じく住宅街が広がるが、葛西用水路の近くに佐野区民事務所を初めとして、図書館、体育館、社会教育館、住区センターがある。

### 地価
住宅地の地価は、2025年（令和7年）1月1日の公示地価によれば、佐野1-34-9の地点で24万7000円/m2、佐野2-10-16の地点で25万5000円/m2となっている。

## 地名の由来
当地区は足立区成立前までは佐野新田と呼ばれており、字の通り新田開発によって生まれた地である。この地を開拓した佐野新蔵胤信（千葉勝胤の子で、佐野家の養子となった）が自らの姓を取って佐野新田と名付けたと伝えられている。

## 世帯数と人口
2025年（令和7年）1月1日現在（足立区発表）の世帯数と人口は以下の通りである。
| 丁目       | 世帯数    | 人口    |
| ---------- | --------- | ------- |
| 佐野一丁目 | 1,160世帯 | 2,533人 |
| 佐野二丁目 | 1,867世帯 | 3,383人 |
| 計         | 3,027世帯 | 5,916人 |

### 人口の変遷
国勢調査による人口の推移。
| 年                 | 人口  |
| ------------------ | ----- |
| 1995年（平成7年）  | 4,895 |
| 2000年（平成12年） | 4,787 |
| 2005年（平成17年） | 5,301 |
| 2010年（平成22年） | 5,621 |
| 2015年（平成27年） | 5,415 |
| 2020年（令和2年）  | 5,831 |

### 世帯数の変遷
国勢調査による世帯数の推移。
| 年                 | 世帯数 |
| ------------------ | ------ |
| 1995年（平成7年）  | 1,767  |
| 2000年（平成12年） | 1,800  |
| 2005年（平成17年） | 2,128  |
| 2010年（平成22年） | 2,436  |
| 2015年（平成27年） | 2,329  |
| 2020年（令和2年）  | 2,600  |

## 学区
区立小・中学校に通う場合、学区は以下の通りとなる（2023年4月時点）。なお、足立区では学校選択制度を導入しており、区内全域から選択することが可能。ただし、小学校に関しては、2018年（平成30年）度から学区域または学区域に隣接する学校のみの選択になる。
| 丁目       | 番地                       | 小学校               | 中学校               |
| ---------- | -------------------------- | -------------------- | -------------------- |
| 佐野一丁目 | 1〜20番                    | 足立区立中川東小学校 | 足立区立第十二中学校 |
| 佐野一丁目 | 21番〜35番2号 35番10号以降 | 足立区立中川北小学校 | 足立区立第十二中学校 |
| 佐野一丁目 | 35番3〜9号                 | 足立区立中川北小学校 | 足立区立第十三中学校 |
| 佐野二丁目 | 32〜35番                   | 足立区立中川北小学校 | 足立区立第十三中学校 |
| 佐野二丁目 | 24〜31番 36番以降          | 足立区立中川北小学校 | 足立区立谷中中学校   |
| 佐野二丁目 | 1〜23番                    | 足立区立辰沼小学校   | 足立区立谷中中学校   |

## 事業所
2021年（令和3年）現在の経済センサス調査による事業所数と従業員数は以下の通りである。
| 丁目       | 事業所数  | 従業員数 |
| ---------- | --------- | -------- |
| 佐野一丁目 | 52事業所  | 672人    |
| 佐野二丁目 | 141事業所 | 888人    |
| 計         | 193事業所 | 1,560人  |

### 事業者数の変遷
経済センサスによる事業所数の推移。
| 年                 | 事業者数 |
| ------------------ | -------- |
| 2016年（平成28年） | 207      |
| 2021年（令和3年）  | 193      |

### 従業員数の変遷
経済センサスによる従業員数の推移。
| 年                 | 従業員数 |
| ------------------ | -------- |
| 2016年（平成28年） | 1,678    |
| 2021年（令和3年）  | 1,560    |

## 交通
佐野地区で利用可能な公共交通機関は以下の通り。
- 東武バスセントラル

## 施設
文化
- 佐野図書館
- 佐野地域体育館
- 佐野地域学習館
- 佐野社会教育館
- 佐野住区センター・児童館

保育・教育
- いずみ幼稚園

公園
- 佐野いこいの森　東京都足立区60景の1つ
- 八百免公園
- 大鳥公園
- 佐野第二公園
- 佐野第三公園

佐野公園の所在地は六木一丁目である。
銀行・郵便局
- 亀有信用金庫佐野支店
- 興産信用金庫足立支店
- 足立成和信用金庫佐野支店
- 足立佐野郵便局

福祉・介護・医療
- ゆうあいらんど佐野在宅介護支援センター

宗教
- 中川キリスト福音教会

## 史跡
- 柳野神社

## 歴史
佐野新田は文禄2年（1593年）に開発されたが、当時はまだ大谷田村の分村のような扱いをされており、1つの村としてみなされるようになったのは元和元年（1615年）のころとされている。

### 年表
- 1889年5月1日 - 東京府南足立郡佐野新田が周辺の村と合併し、東渕江村が誕生。東渕江村大字佐野新田となる。
- 1932年10月1日 - 南足立郡が東京市足立区となる。佐野新田は佐野町とされる。
- 1963年 - 佐野町と周辺町との町界が整理される。
- 1976年10月1日 - 佐野町・大谷田町・六木町の一部に住居表示が実施され、佐野一・二丁目が新設される。同日、佐野町の一部に住居表示が実施され、大谷田二・五丁目、谷中五丁目、六木一丁目に編入される。

## その他

### 日本郵便
- 郵便番号 : 121-0053[3]（集配局 : 足立北郵便局[17]）。